# Промышленность Италии
Промышленность Италии —часть экономики страны. Она дает около 25 % национального дохода 
(ВВП), в ней занято 27 % экономически активного населения.  
Главная отрасль промышленности — обрабатывающая, ведущая роль в которой принадлежит машиностроению. В ряде отраслей обрабатывающей промышленности Италия достигла позиций мирового лидера.

## Обзор

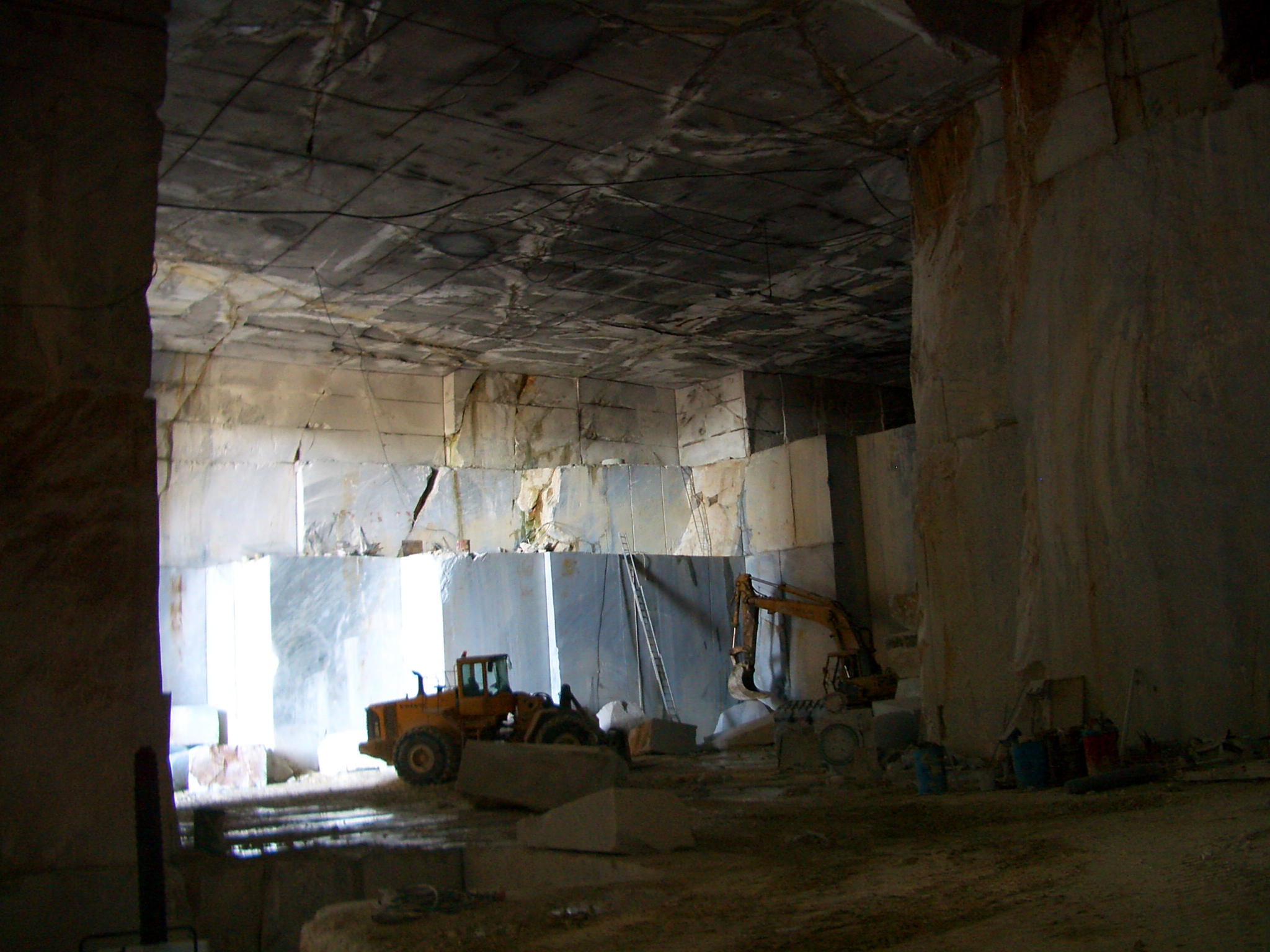
Добыча мрамора ведется в Карраре уже более 2000 лет

Италия имеет мало природных ресурсов. Есть незначительные месторождения железа, угля и нефти. Разведанные запасы природного газа, в основном в долине реки По и в Адриатическом море, выросли в последние годы и представляют собой наиболее важные минеральные ресурсы страны. Большинство сырьевых материалов, необходимых для производства, и более 80 % энергии страна импортирует.
Развитая лёгкая промышленность (в т.ч. предметы роскоши и высокой моды).
Хорошо развита также тяжёлая индустрия, представленная металлургической, электроэнергетической, химической и нефтехимической отраслями.
Больших успехов добилась Италия в электротехнической промышленности.
Промышленные районы районированы: на Северо-Западе расположена крупная современная группа отраслей, как в так называемом «промышленном треугольнике» (it:Triangolo industriale, Милан — Турин — Генуя; также выделяют районы Венеция — Падуя — Тревизо и Милан — Болонья — Тревизо), где есть район интенсивного машиностроения, автомобилестроения, аэрокосмического производства и судостроения; на северо-востоке, в районе, где социальное и экономическое развитие происходило в основном вокруг семейных фирм, в основном имеются малые и средние предприятия с более простыми технологиями, но требующим высокого мастерства (специализируются на производстве одежды, изделий из кожи, обуви, автомобилей, мебели, текстиля, бытовой техники и ювелирных изделиях). 
В центральной Италии расположены, в основном, малые и средние компании, специализирующиеся на производстве таких товаров как текстиль, кожа, ювелирные изделия, а также автомобили.

## История
В первой половине XIX в. Италия представляла собой аграрную страну. С середины 20-х годов в Италии начался экономический подъем, ускорившийся в 30—40-е годы. Он охватил промышленность и сельское хозяйство и способствовал укреплению капиталистических отношений, особенно на Севере страны: в промышленности увеличился объем продукции, в первую очередь шелковой пряжи, выросло число централизованных мануфактур, возникли некоторые новые отрасли промышленности, началось использование машин, преимущественно в хлопчатобумажном, а также в шерстяном производстве в Ломбардии, Пьемонте и Тоскане. 
Начавшаяся механизация привела к созданию первых машиностроительных мастерских, производивших ткацкие станки и прядильное оборудование. Однако, до конца 40-х годов почти все применявшиеся машины приводились в движение с помощью воды, крайняя бедность Италии углем и железной рудой препятствовала развитию металлургии и широкому использованию паровых машин, замедляла ход начавшегося промышленного переворота.
Первый итальянский промышленный треугольник возник на северо-западе Италии  (Милан — Турин — Генуя, также называемый То-Ми-Гезу) —  именно в этой области в период с конца XIX по начало XX века происходила масштабная индустриализация итальянской экономики. Индустриализация финансировалась двумя универсальными банками немецкой модели, Banca Commerciale Italiana и Credito Italiano. 
Послевоенный период:
Из Второй мировой войны Италия вышла в числе наиболее пострадавших и разрушенных европейских стран.
Итальянское экономическое чудо — период быстрого экономического роста в Италии между серединой 1950-х и серединой 1970-х, в ходе которого экономика страны из аграрно-индустриальной превратилась в одну из наиболее индустриализированных в мире и вошла в число мировых лидеров. 
В начале 2020-х производство промежуточных продуктов, средств производства и потребительских товаров сократилось, в то время как производство энергетических товаров выросло.

## Металлургия

### История
На зарождение сталелитейной промышленности в Италии сильно повлияло скромное присутствие подземной железной руды и, в частности, угля, а также растущий импорт чугуна из-за границы, которое  с 1880-х годов. Несмотря не широкое применение железа в связи со строительством железных дорог и ростом машиностроения, в целом наблюдалось медленное обновление старых металлургических заводов (с внедрением мартеновских печей и конвертеров ). Регионами Италии, которые больше всего способствовали расширению производства, были Лигурия, Ломбардия, Пьемонт, Тоскана. В 1884 году итальянское государство, учитывая потенциальную стратегическую роль сталелитейной промышленности, построило в Терни крупный современный для того периода сталелитейный завод. В начале XX века, чтобы улучшить использование отечественной железной руды и ограничить зависимость от иностранной, были построены несколько коксовых печей для производства чугуна: в Портоферрайо (с компанией «Elba»), в 1902 году в Пьомбино и, наконец, в Баньоли. В 1905 году, при поддержке итальянского правительства была основана компания ILVA, которая приобрела управление заводами в Пьомбино, Савоне, Эльбе, а позже — и крупнейшим заводом Баньоли, чтобы создать крупную группу сталелитейного производства и судостроения.

### Современное положение
Сейчас металлургия тяготеет главным образом или к портам, через которые ввозят сырье и топливо для отрасли, или к крупным центрам машиностроения, т.е. к рынкам сбыта.  Ядро отрасли составляют четыре крупных металлургических комбината — в Генуе, Неаполе, Пьомбино, Таранто. Основная продукция, которая идет на мировой рынок — тонкая холоднокатаная листовая сталь. В производстве цветных и лёгких металлов наиболее развиты алюминиевая промышленность, выплавка свинца, цинка и ртути, т.е. те отрасли, которые лучше всего обеспечены местными сырьевыми ресурсами.
Италия занимает одно из первых мест в мире по производству магния, производство которого целиком сосредоточено на единственном заводе электролиза магния в Больцано.
Acciaierie d'Italia (Ilva) является крупнейшим в стране (и одним из крупнейших в Европе) производителем стали. Компания действует в Таранто с 1965 года. Производство компании занимает площадь 1 500 гектар. В компании работают около 11 000 работников.

## Химическая промышленность
Химическая промышленность представлена предприятиями по производству искусственных волокон, пластмасс, лаков, красок и фармацевтических препаратов.
Производится резина и синтетический каучук. Развивается производство удобрений, сохранилось производство эссенций и эфирных масел. 
Основные нефтехимические комбинаты работают на севере страны, в основном производят пластмассу и химическое волокно. Производство химической промышленности работает с импортным сырьем, но и достаточно часто использует и местное сырье. 
Около 1/4 химической промышленности контролируется компанией «Монтэдисон» (Montedison S.p.A., Montecatini Edison).

## Машиностроение

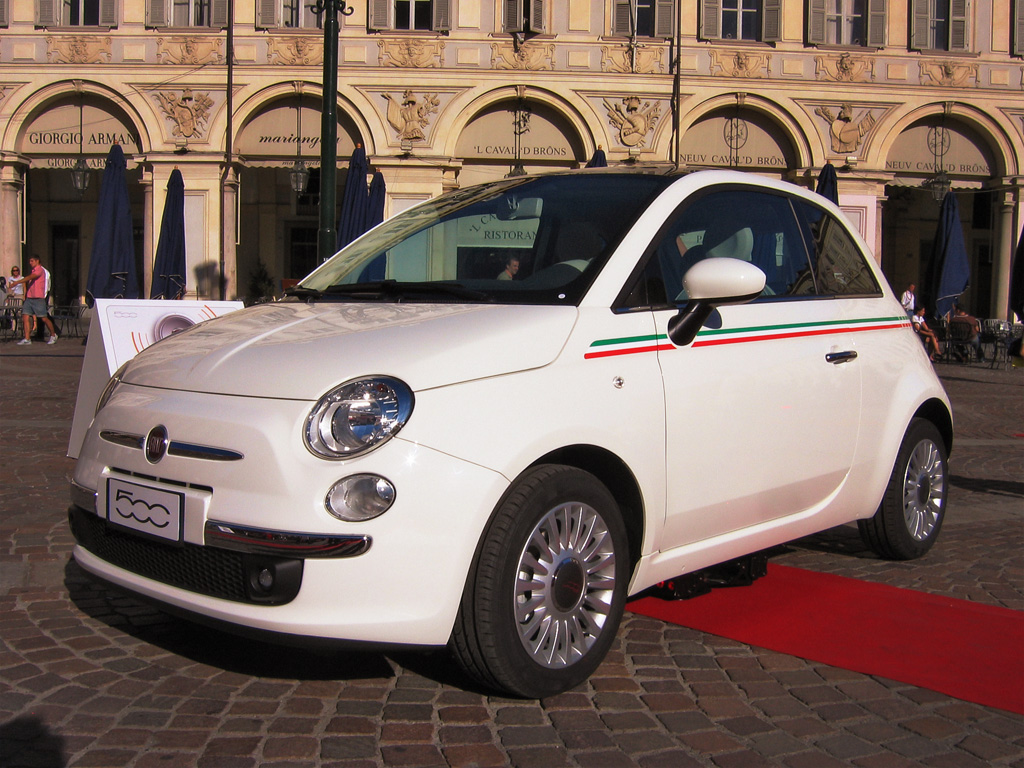
Fiat 500 в Турине

В ряде отраслей обрабатывающей промышленности (ведущая роль в которой занимает машиностроение) Италия достигла позиций мирового лидера, о чем свидетельствует высокая доля экспорта в производстве товаров общего машиностроения — 50 % и бытовых электроприборов — свыше 60 %. 
Производство оборудования для пищевой, текстильной, обувной и полиграфической промышленности. 
Развито станкостроение: фрезерные, токарные, шлифовальные станки, машины для полиграфической пищевой, обувной, текстильной, резиновой, пластмассово-перерабатывающей отраслей, а также промышленные роботы используются на предприятиях во всем мире.
Италия на мировом рынке известна ещё как производитель оборудования для переработки пластмасс и для резиновой промышленности.
Производство бытовой техники и приборостроение представлено компаниями Indesit, De’Longhi, Zanussi, Candy и Saeco/Gaggia.

### Автомобильная промышленность
В Италии производятся автомобили марок Fiat (самая большая из частных фирм Италии, заводы этого большого концерна рассеянны по всей стране), Alfa-Romeo и Lancia, также спорткары и автомобили премиум-класса таких всемирно известных марок как Ferrari, Lamborghini и Maserati. 
На территории страны существуют предприятия корпорации Iveco, выпускающие коммерческие автомобили. 
Большая часть автомобильных заводов расположена в северной части Италии (в т. н. «промышленном треугольнике»). 
Страна занимает ведущие позиции в мире по производству мопедов и велосипедов (компании Piaggio, Ducati, Cagiva). 
Также развивается сельскохозяйственное машиностроение, в основном это тракторостроение. 

### Судостроение
Географические положение обусловливает традиционность судостроения для этой страны.
- Финкантьери (Fincantieri, Cantieri Navali Italiani S.p.A.) — крупнейшее итальянское предприятие (холдинг) в этой области.

### Авиастроение
Современное авиастроение Италии представлено такими компаниями как Alenia Aermacchi, AgustaWestland и Piaggio Aero.

## Лёгкая промышленность
Традиционной отраслью итальянской промышленности является текстильное производство,  одна из старейших отраслей Италии — изготовление различных тканей из натуральных и искусственных материалов. Здесь изготавливаются ткани и пряжа из хлопка, шерсти, льна, шёлка, конопли и химических волокон, а также разнообразный трикотаж. 
Страна является ведущим мировым экспортером обуви и одежды.
В ряде отраслей лёгкой промышленности Италия достигла позиций мирового лидера, о чем свидетельствует высокая доля экспорта в производстве товаров: мужской и женской одежды — 60—70 % и кожаной обуви — 80 %.
Спортивная одежда и экипировка: Diadora, Erreà, Geox, Kappa, Lotto.
Одежда, аксессуары и предметы роскоши: Armani, Benetton, Brioni, Bulgari, Diesel, Dolce & Gabbana, Fendi, Gucci, Prada, Stone Island, Versace, Ermenegildo Zegna и другие.
Обувь: Berluti, Tod’s
Оптика: Luxottica, Safilo Group, Marcolin Group, De Rigo Vision и пр.
Промышленное производство парфюмерно-косметических изделий (парфюмерно-косметическая промышленность) началось в конце XVII века во Франции, затем в Италии, Великобритании и др. странах. 

### Пищевая промышленность
Итальянское хозяйство известно своей пищевой индустрией. Это, в первую очередь, мукомольная промышленность. 
Пищевые продукты из Италии (см. Итальянская кухня) известны во всём мире (см. также Фальсификация пищевых продуктов).
На Юге, в районе Неаполя, производят знаменитые итальянские макароны.